# 功労勲章 (アメリカ合衆国)

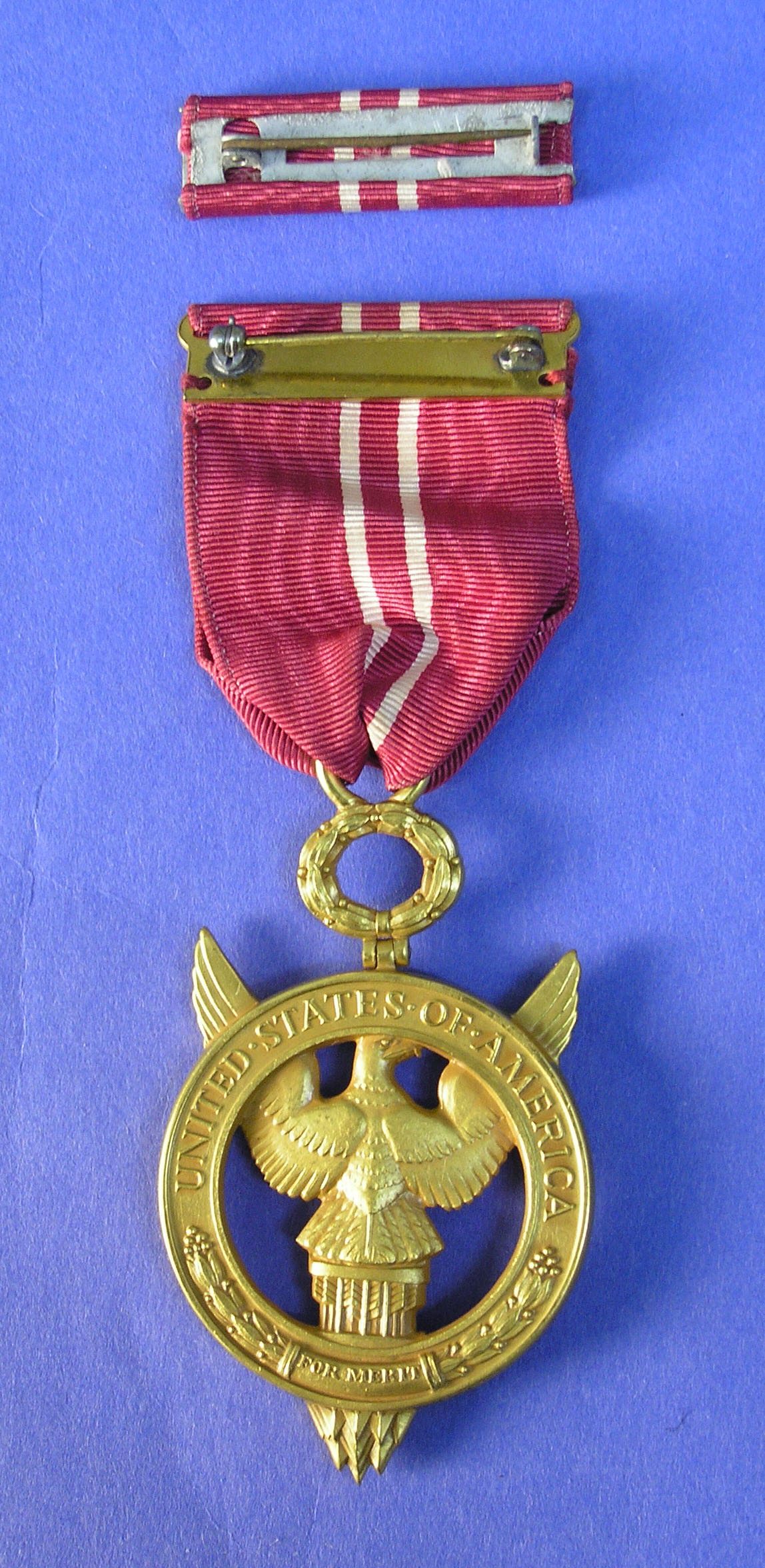
アメリカ合衆国の功労章：金仕上げのブロンズとエナメル製

アメリカ合衆国功労勲章（こうろうくんしょう、英語: Medal for Merit）とは、アメリカ合衆国大統領から贈られる米国最高の民間人叙勲である。第二次世界大戦中に創設され、「1939年9月8日に大統領が非常事態を宣言して以来」、戦争活動において「卓越した功労を発揮し、格別の功績を挙げた」民間人にアメリカ合衆国大統領から授与された。外国の民間人への授与は、「国際連合の戦争努力を促進するために、格別に功労のある、または勇気のある行為または行為を行った場合にのみ」対象とされた。
メダルは金仕上げのブロンズとエナメルでできており、左胸にリボンをかけて着用する。

## 歴史
功労勲章は米国公法77-671（Public Law 77-671）によって創設され、その授与は1942年12月24日の大統領令9286-功労勲章（Executive Order 9286 - Medal for Merit on 1942-12-24）によって成文化され、後に1947年5月27日の大統領令9857A（Executive Order 9857A）によって修正・再定義が行われた。第二次世界大戦中に創設され、「国際連合とその他の友好国の共同宣言の下で戦争を遂行する国の民間人」に授与されたが、1952年以降は授与されていない。

## 著名な受勲者
著名な受勲者は、上の英語版に記述。元国務長官ディーン・アチソン、物理学者エンリコ・フェルミ、同じくアーネスト・ローレンスなどが見える。